# Satyricon (gruppo musicale)
I Satyricon sono un gruppo musicale black metal norvegese formatosi a Oslo nel 1991.

## Storia
I Satyricon nacquero ad inizio anni '90 ad Oslo, come band black metal ossessionata fin dagli esordi per la storia medioevale. Tra i primi membri della band vi erano il cantante ed autore dei testi Satyr ed il batterista Frost. Il loro primo album, Dark Medieval Times è datato 1994 ed evidenzia come i componenti del gruppo fossero affascinati da tutto ciò che concerneva il medioevo, ed era forte la presenza di strumenti acustici e a fiato, atipici per il genere da loro suonato.
I due dischi successivi, The Shadowthrone (1994) e Nemesis Divina (1996), continuarono su quella strada esplorando sonorità differenti, ricevendo riscontri critici molto positivi e riuscendo a vendere parecchie copie per un genere come il black metal.
Da sempre un duo che ruota attorno alle figure carismatiche di Satyr e Frost, la band si avvale spesso di collaboratori sia in studio che dal vivo, su The Shadowthrone la chitarra è suonata da Samoth degli Emperor e sul successivo Nemesis Divina è presente Nocturno Culto dei Darkthrone con lo pseudonimo di Kveldulv, per ovviare alla mancanza dello stesso Samoth, che si trovava in carcere.
Nemesis Divina è considerato da molti critici il capolavoro della band e una pietra miliare del black metal. L'album contiene la celebre Mother North, ancora oggi considerata un classico del black metal e cavallo di battaglia della band. Questo brano esalta la componente più epica con un coro solenne e maestoso in contrapposizione al ritmo furioso della canzone; da essa venne anche tratto un videoclip.
La forma di black metal fino a qui proposta è tipicamente norvegese, fatta quindi di atmosfere cupe e fredde che richiamano paesaggi tipicamente nordici. Momenti di furia cieca fatta di tempi ultraveloci, chitarre "a zanzara" e voce cattiva e glaciale si alternano a passaggi più epici fatti di cori vichinghi e momenti acustici. Satyr svilupperà in seguito questi aspetti della sua musica nei progetti paralleli Storm e Wongraven, accompagnato rispettivamente da Fenriz e da Ihsahn, altri due nomi storici del black norvegese.
Dopo l'uscita di 2 EP, i Satyricon pubblicarono Rebel Extravaganza (1999). Il disco in questione si allontanava parzialmente da ciò che la band aveva proposto precedentemente, prendendo una strada più sperimentale. Di fatto questo album mette definitivamente da parte la componente epica predominante dell'ultimo lavoro per concentrarsi su atmosfere fredde e di un'ostilità senza precedenti. Le influenze industrial, estese anche alle voci, rendono il prodotto finale minaccioso e claustrofobico. Esso ricorda a tratti i Coroner dell'album Grin, soprattutto per la voce di Satyr e per l'uso dell'elettronica.
Lo stesso look della band subisce un netto taglio con il passato: niente più asce, spadoni, borchie ma uno sconvolgente look post-atomico; Satyr stesso sfoggia capelli a zero e un face-paint essenziale. Andando più a fondo nell'analisi dell'opera si scoprono inquietanti disegni di croci uncinate e testi che propongono deliri misantropici.
Come scritto sul booklet interno, questo album fu concepito da Satyr in un momento di grossa frustrazione personale ma questa direzione non fu apprezzata e capita dalla gran parte del seguito dei Satyricon. Nonostante ciò Rebel Extravaganza porterà una ventata di cambiamento in una scena un po' statica ed influenzerà il sound e l'attitudine di altre band, come Disiplin, Gehenna ed altri gruppi della scuderia Moonfog. L'album fu però un insuccesso, e convinse il leader del gruppo a cambiare nuovamente strada.
Il quinto album fu Volcano (2002). I Satyricon abbandonarono le atmosfere sperimentali della precedente uscita per suonare un miscuglio di hard rock e black metal.
Si fanno sempre più forti le citazioni dal vecchio thrash metal anni ottanta con una predilezione per i Coroner: la voce di Satyr assomiglia sempre di più a quella di Ron Royce, emergono sonorità alla Celtic Frost e accennanti agli Slayer.
L'album non  convinse buona parte della critica, che lo recensì molto negativamente.
Satyr decise di prendersi alcuni anni di riposo, anche per dedicarsi ai suoi progetti paralleli, i già citati Wongraven, gli Storm e i Thorns.
Dopo quattro anni di silenzio, i Satyricon tornarono con Now, Diabolical (2006), disco che li riportò allo stile della trilogia iniziale.
Il songwriting dell'album rimane comunque molto essenziale e semplice: i brani sono molto diretti anche se intrisi del solito feeling oscuro.
I pezzi veloci risentono sempre più dell'influenza Slayer mentre l'onnipresente spettro dei Celtic Frost di To Mega Therion si fa sempre più ingombrante nei pezzi dall'incedere più lento e marziale.
I Satyricon moderni sono ormai molto diversi da quelli degli inizi, e nella musica sono presenti soltanto vaghe tracce della furia degli esordi, e al contempo si avventurano verso territori più remunerativi: mega concerti estivi, immagine curata nei minimi dettagli, video clip, compagnie discografiche maggiori.
Il 3 novembre 2008 è stato pubblicato l'album The Age of Nero. Nel 2013 invece esce Satyricon. Il 22 settembre 2017 esce Deep Calleth Upon Deep. Il 10 giugno 2022 viene pubblicato Satyricon & Munch, disco commissionato dal Museo Munch per una mostra omonima.

## Discografia

### Album in studio
- 1993 – Dark Medieval Times
- 1994 – The Shadowthrone
- 1996 – Nemesis Divina
- 1999 – Rebel Extravaganza
- 2002 – Volcano
- 2006 – Now, Diabolical
- 2008 – The Age of Nero
- 2013 – Satyricon
- 2017 – Deep Calleth Upon Deep
- 2022 – Satyricon & Munch

### EP
- 1997 – Megiddo
- 1999 – Intermezzo II

### Split
- 1995 – The Forest Is My Throne / Yggdrassil

### Box set
- 1998 – Picture Disc Box Set

### Raccolte e album dal vivo
- 2002 – Ten Horns - Ten Diadems

### Demo
- 1992 – All Evil
- 1992 – The Forest Is My Throne

### Videografia
- 1996 – Mother North
- 2001 – Roadkill Extravaganza

Videoclip
- 2002 – Fuel for Hatred
- 2006 – K.I.N.G
- 2006 – The Pentagram Burns
- 2008 – Black Crown on a Tombstone

## Formazione

### Formazione attuale
- Satyr (Sigurd Wongraven) - voce, chitarra, tastiere, basso (1990–presente)[5]
- Frost (Kjetil Haraldstad) – batteria (1992–presente)

### Membri live
- Steinar "Azarak" Gundersen – chitarra
- Attila Vörös – chitarra
- Anders Odden – basso
- Anders Hunstad – tastiere

### Ex componenti
- Kveldulv (Ted Skjellum) alias Nocturno Culto – chitarra (1996)
- Lemarchand (Håvard Sørensen) – chitarra (1990–1992)
- Samoth (Tomas Haugen) – basso (1993–1996)
- Wargod (Vegard Blomberg) – basso (1990–1993)
- Exhurtum (Carl-Michael Eide) – batteria (1990–1992)